# Иоганн Август Саксен-Гота-Альтенбургский
Иоганн Август Саксен-Гота-Альтенбургский (нем. Johann August von Sachsen-Gotha-Altenburg; 17 февраля 1704, Гота — 8 мая 1767, Рода) — принц из побочной линии эрнестинских Веттинов Саксен-Гота-Альтенбургов, фельдмаршал Священной Римской империи (с 1754 года).

## Биография
Иоганн Август — сын герцога Саксен-Гота-Альтенбурга Фридриха II и его супруги Магдалены Августы, дочери князя Ангальт-Цербста Карла Вильгельма Ангальт-Цербстского и Софии Саксен-Вейсенфельской.
В 1725 году Иоганн Август поступил на службу в имперскую армию и сражался в Италии и Венгрии. В битве при Гроцке он был ранен и поправлял здоровье в Альтенбурге. После этого он восстановился на службе и сражался во время Войны за испанское наследство в Силезии, Богемии, Баварии и на Рейне. Иоганн Август получил звание имперского генерала и драгунский полк.
Вместе с семьёй Иоганн Август проживал в Роде, где незадолго до его смерти его посетил Фридрих Великий.

## Семья
6 января 1752 года в Роде принц женился на графине Луизе Рейсс-Шлейцской (1726—1773), дочери графа Генриха I Рейсс-Шлейцского и графини Доротеи Лёвенштейн-Вертгейм-Вирнебургской. Луиза была вдовой младшего брата Иоганна Августа Кристиана Вильгельма (1706—1748). В браке у Иоганна Августа и Луизы родились две дочери:
- Августа Луиза Фридерика (1752—1805), замужем за князем Фридрихом Карлом Шварцбург-Рудольштадтским (1736—1793)
- Луиза (1756—1808), замужем за герцогом Фридрихом Францем I Мекленбург-Шверинским (1756—1837)